# Liste der Kulturdenkmale in Bubendorf (Frohburg)
In der Liste der Kulturdenkmale in Bubendorf sind die Kulturdenkmale des Frohburger Ortsteils Bubendorf verzeichnet, die bis Mai 2024 vom Landesamt für Denkmalpflege Sachsen erfasst wurden (ohne archäologische Kulturdenkmale). Die Anmerkungen sind zu beachten.
Diese Aufzählung ist eine Teilmenge der Liste der Kulturdenkmale in Frohburg.

## Bubendorf
| Bild                                    | Bezeichnung                                         | Lage                       | Datierung                                  | Beschreibung | ID       |
| --------------------------------------- | --------------------------------------------------- | -------------------------- | ------------------------------------------ | --- | -------- |
| Direkt Bild zu diesem Denkmal hochladen | Seitengebäude eines Vierseithofes                   | Am Lindenplan 3 (Karte)    | 18. Jahrhundert                            | Der Fachwerkbau ist als einziges erhaltenes Oberlaubenhaus in Bubendorf mit Obergeschosslaube und Fachwerk-Obergeschoss bau- und wirtschaftsgeschichtlich von Bedeutung. Das Gebäude hat erhaltene Schößchenfenster und ein Krüppelwalmdach, die Oberlaube ist dreibögig in relativ originalem Zustand. Davor befindet sich ein Ziergarten mit eiserner Einfriedung aus der Zeit um 1895.                         | 09257563 |
| Direkt Bild zu diesem Denkmal hochladen | Wohnhaus (Umgebinde)                                | Am Lindenplan 4 (Karte)    | Um 1800                                    | Als seltenes Umgebindehaus prägender Bestandteil des Dorfangers bau- und hausgeschichtlich von Bedeutung. Ein Umgebindehaus mit Fachwerk-Obergeschoss, die Fenster wurden erneuert, das Umgebinde im Erdgeschoss ist nur noch teilweise erhalten. | 09257409 |
| Direkt Bild zu diesem Denkmal hochladen | Seitengebäude eines Vierseithofes                   | Am Lindenplan 5, 7 (Karte) | Um 1800                                    | Der Fachwerkbau mit massivem Giebel mit Fachwerk-Obergeschoss und straßenbildprägender Giebelgestaltung ist bau- und wirtschaftsgeschichtlich von Bedeutung. Die Giebelseite ist massiv mit gestalteten Porphyrtuffrahmungen, Drillingsfenster und Halbrundfenster mit strahlenförmigem Oberlicht befinden sich in der Giebelseite. Das Gebäude hat ein steiles hohes Satteldach und einen weiten Dachüberstand.  | 09257542 |
| Direkt Bild zu diesem Denkmal hochladen | Ehemalige Schule, heute Wohnhaus                    | Am Lindenplan 8 (Karte)    | 1769                                       | Der ältere Bau mit Krüppelwalmdach und Fachwerk-Obergeschoss stammt aus dem Jahr 1820 sowie ein gründerzeitlicher Anbau mit rustizierter Putzfassade aus dem Jahr 1883 sind ortsgeschichtlich von Bedeutung. | 09257484 |
| Direkt Bild zu diesem Denkmal hochladen | Seitengebäude eines Bauernhofes                     | Am Lindenplan 9 (Karte)    | Um 1800                                    | Ein original erhaltenes Zeugnis traditioneller Fachwerk- und Lehmbauweise mit Fachwerk-Obergeschoss, bau- und wirtschaftsgeschichtlich von Bedeutung. Die Lehmausfachung ist offenliegend und im Originalzustand, jedoch desolat. | 09257531 |
| Direkt Bild zu diesem Denkmal hochladen | Kirche mit Ausstattung und Kirchhof mit Einfriedung | Am Ring (Karte)            | 1522 (Kirche); bezeichnet mit 1623 (Taufe) | Der Massivbau mit Dachreiter und eingezogener Fachwerkvorhalle ist baugeschichtlich, ortsgeschichtlich und ortsbildprägend von Bedeutung. Die Kirche hat eine eingezogene Fachwerkvorhalle im Westen, der Eingang mit Porphyrtuffrahmung, eine originale Eichentür aus der Zeit um 1860. In der Mitte des Dorfes auf einer leichten Anhöhe gelegen. Nach einem Brand 1640 bis Ende des 17. Jahrhunderts erneuert. | 09257668 |
| Direkt Bild zu diesem Denkmal hochladen | Seitengebäude eines Dreiseithofes                   | Am Ring 22 (Karte)         | Mitte 19. Jahrhundert                      | Bau- und wirtschaftsgeschichtlich von Bedeutung steht der Fachwerkbau ortsbildprägend am Dorfanger. | 09257487 |
| Direkt Bild zu diesem Denkmal hochladen | Wohnstallhaus eines Bauernhofes                     | Am Ring 43 (Karte)         | 1. Drittel 19. Jahrhundert                 | Der Fachwerkbau ist baugeschichtlich von Bedeutung. Ein kleines Wohnstallhaus mit Fachwerk-Obergeschoss und erhaltener Tür aus dem Ende des 19. Jahrhunderts, das Erdgeschoss aus Bruchstein, die Giebel sind verbrettert, Türen und Fenster im Erdgeschoss mit Porphyrtuffgewänden. | 09257525 |

## Tabellenlegende
- Bild: Bild des Kulturdenkmals, ggf. zusätzlich mit einem Link zu weiteren Fotos des Kulturdenkmals im Medienarchiv Wikimedia Commons. Wenn man auf das Kamerasymbol klickt, können Fotos zu Kulturdenkmalen aus dieser Liste hochgeladen werden:
- Bezeichnung: Denkmalgeschützte Objekte und ggf. Bauwerksname des Kulturdenkmals
- Lage: Straßenname und Hausnummer oder Flurstücknummer des Kulturdenkmals. Die Grundsortierung der Liste erfolgt nach dieser Adresse. Der Link (Karte) führt zu verschiedenen Kartendiensten mit der Position des Kulturdenkmals. Fehlt dieser Link, wurden die Koordinaten noch nicht eingetragen. Sind diese bekannt, können sie über ein Tool mit einer Kartenansicht einfach nachgetragen werden. In dieser Kartenansicht sind Kulturdenkmale ohne Koordinaten mit einem roten bzw. orangen Marker dargestellt und können durch Verschieben auf die richtige Position in der Karte mit Koordinaten versehen werden. Kulturdenkmale ohne Bild sind an einem blauen bzw. roten Marker erkennbar.
- Datierung: Baubeginn, Fertigstellung, Datum der Erstnennung oder grobe zeitliche Einordnung entsprechend des Eintrags in der sächsischen Denkmaldatenbank
- Beschreibung: Kurzcharakteristik des Kulturdenkmals entsprechend des Eintrags in der sächsischen Denkmaldatenbank, ggf. ergänzt durch die dort nur selten veröffentlichten Erfassungstexte oder zusätzliche Informationen
- ID: Vom Landesamt für Denkmalpflege Sachsen vergebene, das Kulturdenkmal eindeutig identifizierende Objekt-Nummer. Der Link führt zum PDF-Denkmaldokument des Landesamtes für Denkmalpflege Sachsen. Bei ehemaligen Kulturdenkmalen können die Objektnummern unbekannt sein und deshalb fehlen bzw. die Links von aus der Datenbank entfernten Objektnummern ins Leere führen. Ein ggf. vorhandenes Icon  führt zu den Angaben des Kulturdenkmals bei Wikidata.